# Sorilatholo
Sorilatholo is een dorp in het district Kweneng in Botswana. De plaats telt 897 inwoners (2011).